# Xystrocera cyanella
Xystrocera cyanella es una especie de escarabajo longicornio del género Xystrocera, categorizada en la tribu Xystrocerini, de la subfamilia Cerambycinae. Fue descrita por Chevrolat en 1855.

## Descripción
Mide 9,5-14 mm de longitud.

## Distribución
Se distribuye por Camerún, Costa de Marfil, Gabón, Guinea, Nigeria, República Centroafricana y República Democrática del Congo.